# Resurrezione di Lazzaro (Flacco)
Resurrezione di Lazzaro è un dipinto del pittore veronese Orlando Flacco, realizzato con la tecnica della pittura a olio su tela, conservato nel Museo di Castelvecchio a Verona.
Prima di entrare a far parte delle collezioni civiche veronesi era collocato presso il monastero di Chiesa di Sant'Eufemia a Verona. Prima di essere attribuito con sufficiente certezza a Flacco, la tela fu collocata nel prima nel catalogo di un giovane Paolo Caliari poi ad Antonio Badile ricordando una simile opera collocata nella cappella della Croce presso la chiesa di San Bernardino. Cronologicamente sembra potersi datare intorno agli anni 1550 nella prima fase dell'autore. La tela, restaurata da Lorenzo Muttoni nelo 1857 e nel 1975, si trova oggi in grave stato di deterioramento non permettendo, così, di ricavarne studi dettagliati.